# Saint-Prix, Ardèche
Saint-Prix är en kommun i departementet Ardèche i regionen Auvergne-Rhône-Alpes i sydöstra Frankrike. Kommunen ligger  i kantonen Lamastre som ligger i arrondissementet Tournon-sur-Rhône. År 2022 hade Saint-Prix 273 invånare.

## Befolkningsutveckling
Antalet invånare i kommunen Saint-Prix
Referens: INSEE